# Kálmán Kalocsay
Kálmán Kalocsay, pseudonymy Peterido Peneter a Peter Peneter (6. října 1891 – 27. února 1976) byl maďarský esperantista a lékař. Je pokládán za jednoho z největších esperantských básníků, zároveň byl jedním z nejplodnějších překladatelů do tohoto jazyka. Působil jako univerzitní profesor a primář nemocnice v Budapešti, napsal řadu vysokoškolských učebnic lékařství. Získal státní vyznamenání.

## Dílo
- Seznam děl v Souborném katalogu ČR, jejichž autorem nebo tématem je Kálmán Kalocsay

Kalocsay nejprve publikoval v maďarštině, ale poměrně brzy se začal věnovat esperantu, jehož literaturu ovlivnil nejen jako básník, ale i jako překladatel.

### Poezie
Jeho literární přínos pro esperantistickou poezii spočívá především v tom, že vypracoval prakticky celou poetiku esperanta a obohatil tento jazyk o značné množství poetických slov. Ačkoli byl jeho vliv na esperantistickou poezii obrovský, není jeho dílo mimo esperantistický svět příliš známo.
- Mondo kaj koro
- Streĉita kordo, je jedna z nejvýznamnějších básnických sbírek esperantské literatury
- Rimportretoj, padesát rondelů, portrétujících nejrůznější esperantské básníky
- Sekretaj sonetoj, toto dílo vydal pod pseudonymem Peter Peneter, sbírka erotických sonetů, vytváří v ní esperantskou slovní zásobu související s erotikou
- Libro de amo je rozsáhlá sbírka vydaná po pod pseudonymem Peterido Peneter
- Ezopa saĝo jedná se o sedmdesát sedm zveršovaných Ezopových bajek
- Izolo, sbírka básní.

### Odborná literatura
Kálmán Kalocsay redigoval Hungara antalogio a Enciklopedio de esperanto, dále byl dlouholetým šéfredaktorem nejvýznamnější esperantské literární revue Literatura mondo. Uveřejnil množství pojednání, recenzí, esejí, studií, které často vycházely v revui Hungara vivo.
Filosofická díla
- Lingvo
- Stilo
- Formo

Filologická díla
- Parnasa gvidlibro je významný jazykový esej, který sepsal ve spolupráci s G. Waringheinem
- Plena gramatiko de esperanto (čtvrté vydání tohoto díla vyšlo pod názvem Plena analiza gramatiko de esperanto), jedná se o rozsáhlé (přes 600 stran) dílo zabývající se problematikou esperanta. Toto dílo sepsal ve spolupráci s prof. Waringhienem.
- Sistema esperanto-gramatiko, vědecká monografie
- Vojaĝo inter tempoj
- La gramatika karaktero de esperanto-radikoj
- 6000 frazeologiaj esprimoj hungaraj esperanta - snaha o vytvoření esperantské frazeologie

### Překlady
Mimo vlastní tvorbu se věnoval překladům do esperanta, překládal především z maďarštiny a podařilo se mu přeložit nejvýznamnější díla maďarské poezie. Překládal ale i z mnoha jiných evropských jazyků. Jeho básnické překlady jsou považované za velmi dobré. Mimo poezii přeložil i několik prozaických děl, tyto překlady se setkaly s menším ohlasem.
- Kantanta kamparo jedná se o překlad více než stovky maďarských lidových písní
- Johano la brava překlad známé lidové pohádky od Sándora Petöfiho
- Tragedio de l' homo (Tragédie člověka), což je významné dílo maďarské literatury od Imre Madáche.
- Eterna bukedo což je překlad mezinárodní básnické antologie z 22 jazyků
- Tutmonda sonoro dílo obsahující výbor přes 600 básní 185 básníků z 30 jazyků za čtyři tisíciletí
- La morto de la ĉielarko, básnická sbírka Endre Adyho
- Libero kaj amo vybrané básně Sándora Petöfiho

Dále přeložil dvě Goethova díla Romaj elegioj a Taglibro, Dantovo Peklo z Božské komedie (La inferno). Ve spolupráci s G. Waringhienem přeložil Baudelairovo stěžejní dílo Květy zla (Floroj de l'malbono). Z anglické literatury přeložil Shakespearova Krále Leara (Rego Lear), Somermeznokta songo a Tempesto.
Ve spolupráci s. G. Waringhinem přeložil Heineho Kantoj kaj romancoj.
Z prózy přeložil drama F. Karinthyho Morgaŭ matrne, Heltaiovu komedii La paĉjo de la reĝino a Arthistorio od A. Heklera, novely Rozinjo (G. Törtök) a Du kokcineloj (G. Gárdony).